# خوچیچ
خوچیچ (به لهستانی:  Chocicz) یک منطقهٔ مسکونی در لهستان است که در گمینا لوبسکو واقع شده‌است. خوچیچ ۳۵۵ نفر جمعیت دارد.